# 덩컨 제임스
덩컨 매슈 제임스 잉글리스(Duncan Matthew James Inglis, 1978년 4월 7일 ~ )는 덩컨 제임스(Duncan James)라는 이름으로 잘 알려진 잉글랜드의 싱어송라이터이다. 2000년부터 2005년까지 보이 밴드 블루로 활동 후 해체했으며, 2009년에 재결성하여 활동중이다. 2006년에 솔로 음반 Future Past를 발매했다.